# 1-800 jeśli widziałeś zadzwoń
1-800 Jeśli widziałeś zadzwoń – seria książek kryminalno-przygodowych dla młodzieży autorstwa Meg Cabot. Książki te autorka wydała pod pseudonimem Jenny Carroll. W Polsce ukazały się one nakładem wydawnictwa Amber.

## Książki z serii
- Kiedy piorun uderza
- Kryptonim „Kasandra”
- Bezpieczne miejsce
- Znak węża
- Szukając siebie

## Bohaterowie
- Jessica Mastriani – główna bohaterka; ma parapsychiczne zdolności, we śnie potrafi odnajdywać zaginionych ludzi, podoba jej się Rob, próbuje ukryć zdolności przed FBI, którzy ciągle ją śledzą. Jest niską szatynką o ciemnych oczach. Nie potrafi zapanować nad gniewem i do rozwiązywania problemów używa pięści. Gra na flecie; specjalnie popełnia błędy, ponieważ dobrze czuje się jako 3 flet
- Robert "Rob" Wilkins – facet, w którym zakochana jest Jess; pracuje w warsztacie u wuja, naprawia motocykle; ma kuratora, "wsiok", w późniejszym czasie narzeczony Jess. Ma ciemne włosy i szare oczy, bardzo przystojny
- Ruth Abramovitz – najlepsza przyjaciółka Jessiki. Jest Żydówką, ma brata Skipa, w późniejszym czasie chodzi z Mikiem
- Mike Mastriani – starszy brat Jess; lubi podglądać Claire Lipmann, w późniejszym czasie chodzi z Ruth
- Douglas Mastriani – starszy brat Jess; schizofrenik, słyszy głosy, które każą mu robić różne dziwne rzeczy
- Claire Lipmann – sąsiadka Jess, ma rude włosy i niebieskie oczy, bardzo piękna
- Chick – przyjaciel Roba, właściciel baru dla motocyklistów
- Karen Sue Hankey – rywalka Jess, o trzecie krzesło gry na flecie, częsta ofiara szybkich pięści Jess
- Tasha Thompkins – sąsiadka Jess, Afroamerykanka, w późniejszym czasie chodzi z Douglasem
- Nate Thompkins – brat Tashy, zostaje zamordowany
- Skip Abramovitz – brat Ruth
- Antonia Mastriani – matka Jess, stawia Jess za przykład Karen Sue, razem z tatą Jess mają 3 restauracje
- Joe Mastriani – ojciec Jessiki
- Chigger – pies Jess, owczarek niemiecki